# Heimat – Eine deutsche Chronik
Heimat – Eine deutsche Chronik és una pel·lícula alemanya del 1984 dirigida per Edgar Reitz, la primera de la sèrie Heimat. Està dividida en 11 episodis. Explica la història de la família Simon i Schabbach, un poble imaginari de la Hunsrück (la regió d'Alemanya on va néixer el director). Els afers privats dels protagonistes s'entrellacen amb els esdeveniments de la història d'Alemanya en el període des del 1919 fins al 1982. Ha estat doblada al català i emesa per Televisió de Catalunya.

## Episodis
| Episodis de Heimat | Episodis de Heimat                                                     | Episodis de Heimat | Episodis de Heimat | Episodis de Heimat     | Episodis de Heimat |
| No.                | Títol                                                                  | Ambientació        | Durada             | Dada d’estrena         |                    |
| ------------------ | ---------------------------------------------------------------------- | ------------------ | ------------------ | ---------------------- | ------------------ |
| 1                  | "Nostàlgia de terres llunyanes" "Fernweh"                              | 1919–1928          | 119 minuts         | 16 de setembre de 1984 |                    |
| 2                  | "El centre del món" "Die Mitte der Welt"                               | 1929–1933          | 90 minuts          | 19 de setembre de 1984 |                    |
| 3                  | "El millor Nadal de sempre" "Weihnacht wie noch nie"                   | 1935               | 58 minuts          | 23 de setembre de 1984 |                    |
| 4                  | "La carretera" "Reichshöhenstraße"                                     | 1938               | 58 minuts          | 26 de setembre de 1984 |                    |
| 5                  | "Amunt i allà i tornada" "Auf und davon und zurück"                    | 1938–39            | 59 minuts          | 8 d'octubre de 1984    |                    |
| 6                  | "El front a la pàtria" "Heimatfront"                                   | 1943               | 59 minutes         | 15 October 1984        |                    |
| 7                  | "Soldats i amor" "Die Liebe der Soldaten"                              | 1944               | 59 minuts          | 22 d'octubre de 1984   |                    |
| 8                  | "L’americà" "Der Amerikaner"                                           | 1945–1947          | 102 minuts         | 31 d'octubre de 1984   |                    |
| 9                  | "El petit Hermann" "Hermännchen"                                       | 1955–1956          | 138 minuts         | 4 de novembre de 1984  |                    |
| 10                 | "Els anys orgullosos" "Die stolzen Jahre"                              | 1967–1969          | 82 minuts          | 21 d'octubre de 1984   |                    |
| 11                 | "La festa dels vius i els morts" "Das Fest der Lebenden und der Toten" | 1982               | 100 minuts         | 24 d'octubre de 1984   |                    |

## Argument

### Ep.1 - Fernweh (Nostàlgia de terres llunyanes) (1919-1928)

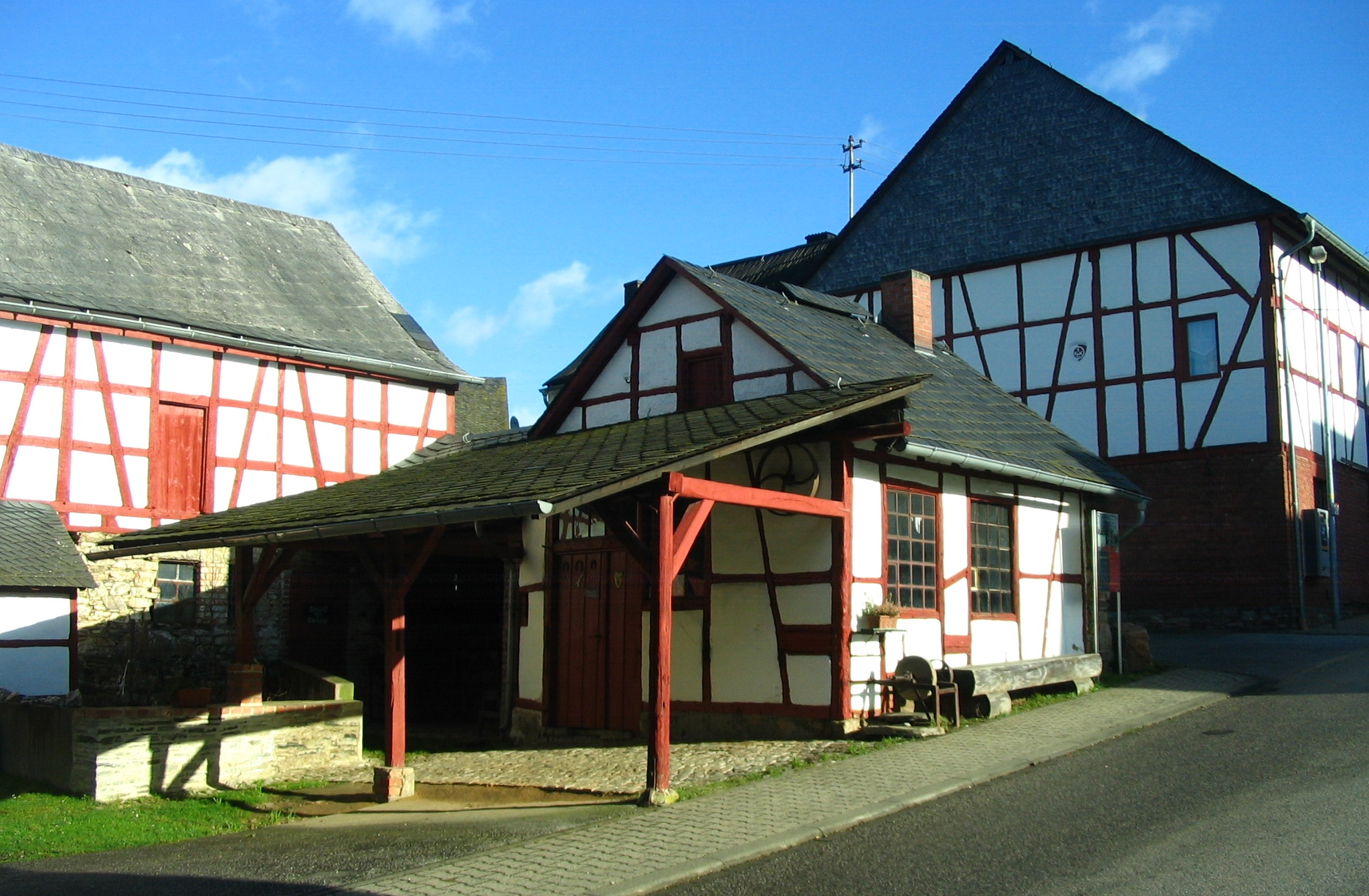
La ubicació utilitzada per a la casa de la família Simon, al poble de Gehlweiler.

1919. Paul Simon, veterà de la Primera Guerra Mundial, torna al seu poble natal de Schabbach i comença a viure de nou amb la seva família (pares Mathias i Katharina, germans Eduard i Pauline), cultivant la seva passió per la ràdio. No obstant això, és incapaç de reintegrar-se a l'estil de vida del poble i per això se sent similar a Apollonia, una gitana, de qui s'enamora. Però Apollonia abandona el poble i Paul es casa amb Maria, filla del ric burgmestre. Neixen dos fills: Anton i Ernst. Un dia, l'any 1928, en Paul diu que surt a prendre una cervesa i no torna mai a casa.

### Ep.2 - Die Mitte der Welt (El centre del mon) (1929-1933)
Paul desembarca a Ellis Island, als Estats Units, a la recerca de fortuna.
Mentrestant, les coses sembla que cada cop milloren per la família Simon i per Alemanya: Pauline i el seu marit comencen a enriquir-se. Eduard, a Berlín per a un tractament pulmonar, es casa amb Lucie, una dona ambiciosa que dirigeix una bordell. El règim de l'Alemanya nazi sembla obrir una nova era de prosperitat a Alemanya. Només la Katharina es mostra escèptica en aquest clima d'optimisme i continua repetint que tothom es cobreix amb deutes que tard o d'hora haurà de pagar. Una epidèmia de diftèria i la primera repressió nazi són els senyals inquietants que semblen donar-li la raó

### Ep.3 - Weihnacht wie noch nie (El millor Nadal de sempre) (1935)
Gràcies a la insistència de la seva dona Lucie, Eduard ingressa al partit nazi, es converteix en alcalde d'un poble i fa construir una luxosa vila. Wilfried Wiegand, el germà petit de Maria, torna de Berlín on es convertwiz en un fervent oficial de les SS. Gràcies a la seva intervenció, Lucie i Eduard acullen tres importants líders nazis de passatge a la seva vil·la, Rosenberg, Frick i Ley, que només detenen uns quants hores destrossant els somnis de glòria de Lucie.

### Ep.4 - Reichshöhenstraße (Carretera de les altures del Reich) (1938)
Durant la construcció d'una nova carretera que passa pel Hunsrück Maria té una aventura amb Otto Wohlleben, un enginyer de l'Organització Todt a qui acull a casa seva. L'Otto ajuda el petit Ernst, que té una passió per volar, a construir planeadores, mentre que l'Anton, l'altre fill de la Maria i Paul, desenvolupa la passió per la fotografia, seguint els passos del seu oncle Eduard.

### Ep.5 - Auf und davon und zurück (Amunt i avall i tornat) (1938-1939)
Arriba una carta de Paul des d'Amèrica. Diu que ha fet fortuna en una fàbrica de materials elèctrics i vol anar a casa a visitar la seva família. Maria, confusa, persegueix l'Otto. El vaixell on es troba Paul arriba al port, però sense el certificat de pertinença a la raça ària Paul no pot trepitjar terra. Wilfried i Eduard intenten en va aconseguir-ho molt ràpidament, i el vaixell marxa sense que Paul hagi aconseguit baixar. L'episodi acaba amb la declaració de guerra de Hitler, començant la Segona Guerra Mundial.

### Ep.6 - Heimatfront (Front intern) (1943)
L'Anton està al front rus, l'Ernst s'està entrenant per convertir-se en aviador, mentre que l'Otto s'ha convertit en un artificier. Mentrestant, Maria té un fill amb ell. La Katharina retreu contínuament a Wilfried que sigui l'únic que queda segur al poble, on actua amb arrogança amb els presoners francesos que ajuden les dones amb la seva feina. Wilfried respon que ha d'enfrontar-se amb el "front interior". La Martha, la xicota d'Anton, arriba a Schabbach i espera un fill amb ell. Els dos es casen per poders; després de la cerimònia, Ernst travessa el país amb avió i deixa caure un ram de flors per a la núvia.

### Ep.7 - Die Liebe der Soldaten (L'amor dels soldats) (1944)
Anton, al front, esdevé ajudant de cinematògraf. Otto torna a Schabbach i finalment coneix el seu fill. A la nit manté una llarga conversa amb la Maria. L'endemà, Otto mor mentre intenta desactivar una bomba sense explotar. La guerra arriba a la seva fi, els soldats estatunidencs arriben a Schabbach.

### Ep.8 - Der Amerikaner (L'americà) (1945-1947)
Els nord-americans han instal·lat la seva seu a la vila d'Eduard i Lucie, que contínuament intenta congraciar-se. Paul torna de sobte d'Amèrica. Organitza una festa per a la gent del poble, que l'acull cordialment, mentre que la Maria ara el considera un desconegut i el manté a distància. Arriba a casa Klara, una noia que diu que havia estat enviada per Ernst, que hauria de tornar a casa després d'estar a la presó a França. En realitat, Ernst no té cap intenció de tornar i es passeja amb una altra dona intentant fer negocis. L'Anton, però, torna al poble després de caminar cinc mil quilòmetres des de Rússia. Katharina mor i Paul marxa cap a Amèrica. L'Anton li revela a la Martha que vol construir una fàbrica de materials òptics, amb les patents que va crear durant la seva llarguíssima caminada.

### Ep.9 - Hermännchen (El petit Hermann) (1955-1956)
L'Anton ha muntat una pròspera fàbrica d'equips òptics i l'Ernst treballa per al seu sogre ric transportant fusta amb helicòpter. El jove Hermann encara va a l'institut, es defineix existencialista i passa el seu temps en discussions filosòfiques amb els amics, tocant jazz i escrivint poesia. Encara menor d'edat, té una apassionada història d'amor amb la Klara, onze anys més gran que ell, que treballa a la fàbrica d'Anton. Quan descobreix que està esperant un fill amb Hermann, fuig del país per avortar i segueix veient el noi en secret. Quan la família intercepta una carta de Klara i descobreix la aventura, els dos germans grans es divideixen: Anton la condemna severament mentre Ernst, que mentrestant ha perdut la feina i la seva dona, defensa Hermann i Klara, que ell mateix havia portat a casa de la família després de la guerra. La nit de Cap d'Any, Hermann roba el cotxe del seu germà Anton per passar la nit amb la Klara. L'endemà al matí revela que ha rebut una carta d'Anton que amenaça amb demandar-la si continua veient el noi. La Klara marxa cap a un altre país i suplica a Hermann que no la torni a buscar mai més.

### Ep.10 - Die stolzen Jahre (Els anys orgullosos) (1967-1969)
Una multinacional ofereix a Anton 60 milions per comprar la seva fàbrica i totes les seves patents. L'Anton decideix demanar consell al seu pare i descobreix que ja és a Alemanya, on està ajudant en Hermann, que després d'estudiar arreu del món s'ha convertit en compositor, a preparar el seu primer concert per a la ràdio. Paul aconsella a Anton que ho vengui tot, i revela que ell mateix va vendre la seva fàbrica a IBM dos anys abans. Mentrestant, Ernst ha posat en marxa una empresa que modernitza antigues masies segons la moda del moment, agafant els mobles antics que després reven per a viles de luxe. L'Anton decideix no vendre la fàbrica. El poble es reuneix per escoltar el primer concert d'Hermann a la ràdio, però queda sorprès per la barreja experimental d'instruments clàssics i sons electrònics distorsionats. Escoltant aquesta música, la Maria entén com ara el seu fill s'ha distanciat d'ella.

### Ep.11 - Das Fest der Lebenden und der Toten (La festa dels vius i dels morts) (1982)
Tota la família Simon es reuneix a Schabbach per al funeral de Maria, i per a tothom és una oportunitat per mirar enrere els anys passats. Veiem en flashback la festa dels 70 anys de la Maria i després, tornant al present, ens retrobem, per la mort del narrador Glasisch, amb tots els personatges que han desaparegut, que observen els seus éssers estimats continuant la seva existència durant la festa de Schabbach.

## Repartiment
- Marliese Assmann: Apollonia
- Eva Maria Bayerwaltes: Pauline Kroeber
- Helga Bender: Martina
- Gabriele Blum: Lotti
- Gertrud Bredel: Katharina Simon
- Marita Breuer: Maria Simon
- Willi Burger: Mathias
- Peter Harting: Hermann
- Otto Henn: Glockzieh
- Jörg Hube: Otto Wohlleben
- Michael Kausch: Ernst Simon
- Karin Kienzler: Pauline
- Mathias Kniesbeck: Anton Simon
- Manfred Kühn: Wirt
- Gudrun Landgrebe: Klärchen Sisse
- Arno Lang: Robert Kröber
- Zarah Leander: Zarah Leander
- Michael Lesch: Paul Simon
- Johannes Lobewein: Wiegand
- Johannes Metzdorf: Pieritz
- Karin Rasenack: Lucie Simon
- Jörg Richter: Hermann (adolescent)
- Dieter Schaad: Paul Simon
- Hans-Jürgen Schatz: Wilfried
- Eva Maria Schneider: Marie-Goot
- Alexander Scholz: Hänschen
- Kurt Wagner: Glasisch Karl
- Sabine Wagner: Martha Simon
- Wolfram Wagner: Maethes-Pat
- Rüdiger Weigang: Eduard Simon

## Producció i distribució
Rodada en part en blanc i negre per a les escenes diürnes, en part en color per a les escenes nocturnes, es va estrenar a la 41a Mostra Internacional de Cinema de Venècia l'agost de 1984, obtenint un gran èxit de crítica. Al cap d'unes setmanes es va emetre per primera vegada a la televisió alemanya, a partir del 16 de setembre al 14 de novembre de 1984. La van seguir Die zweite Heimat – Chronik einer Jugend (1992) i Heimat 3 (2004). El 2013 esce il prequel Die andere Heimat – Chronik einer Sehnsucht.